# Glorieta de las mujeres que luchan

La glorieta de las mujeres que luchan es una rotonda ubicada en paseo de la Reforma, Ciudad de México, utilizada como instalación artística y antimonumenta para el movimiento feminista en México. Dicho espacioː
se ha convertido en un poderoso símbolo histórico y un homenaje vivo a la resiliencia y valentía de las mujeres que se mantienen en la lucha por la igualdad y la justicia.
La glorieta está conformada por una multiplicidad de intervenciones artísticas, esculturas, instalaciones, fotografías, carteles, nombres y rostros de mujeres que luchan en aras de visibilizar, nombrar y clamar justicia, siendo ésta "un memorial que transforma el dolor, el horror y la injusticia en acción." Al centro del pedestal, está colocada una escultura morada con la silueta de una niña con el puño levantado y por la parte de atrás escrita la palabra "justicia". A su alrededor, y sobre vallas metálicas instaladas por el Gobierno de la Ciudad de México, las mujeres escribieron diferentes nombres de niñas, adolescentes y mujeres luchadoras y que han sido asesinadas o desaparecidas. A su alrededor, se han colocado Tendederos de denuncias, exposiciones fotográficas, poemas y memoriales para recordar a mujeres víctimas de feminicidio.  
El 25 de septiembre de 2021, dicho sitio fue apropiado por varias mujeres y colectivas feministas bajo un ejercicio de resignificación histórica y ha sido "el centro simbólico de las marchas, protestas y acciones civiles de las mujeres."
Anteriormente en ese sitio se encontraba el monumento a Colón, retirado en 2020 por el gobierno de México. Inicialmente se planeó colocar una cabeza colosal de una mujer olmeca llamada Tlalli  aunque tras múltiples controversias, se propuso una réplica de la joven de Amajac. Finalmente acordaron en colocar la réplica en la acera de enfrente de Reforma y mantener la antimonumenta en su lugar.

## Antecedentes

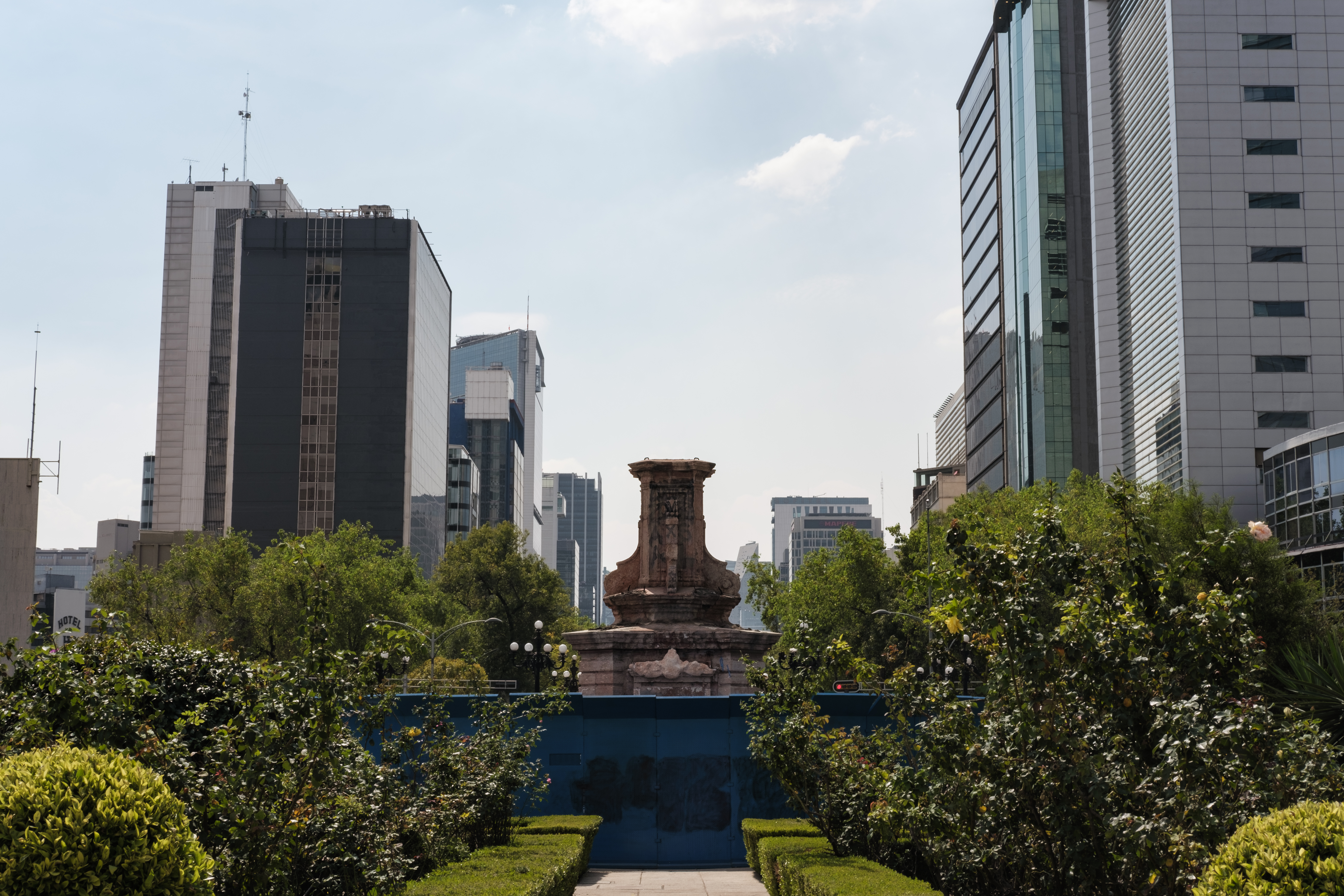
El pedestal sobre el que se ubicaba el monumento a Colón, fotografiado horas después de ser retirado.

El monumento a Colón en el paseo de la Reforma, uno de los dos monumentos en Ciudad de México dedicados a Cristóbal Colón, fue retirado el 10 de octubre de 2020, el Día de la Raza. Lo anterior en el marco nacional e internacional de la campaña "Lo vamos a derribar" en la queː "diferentes organizaciones convocaron en redes sociales a tirar la estatua de Cristóbal Colón [...] como protesta ante procesos racistas y colonialistas aún presentes en las narrativas oficiales sobre acontecimientos que siguen siendo una deuda histórica con los pueblos originarios del país"
De acuerdo con el gobierno de la ciudad, fue retirado como parte de una serie de restauraciones realizadas por el Instituto Nacional de Antropología e Historia (INAH). La jefa de gobierno de la Ciudad de México Claudia Sheinbaum, anunció que las discusiones públicas sobre el futuro del monumento se llevarían a cabo en 2021. Sin embargo, estas no se llevaron a cabo, y el gobierno de la ciudad decidió reemplazar la estatua de Colón por Tlalli, una escultura femenina de tamaño colosal, obra de Pedro Reyes, que se inspiró en las cabezas colosales masculinas olmecas, y cuya intención era honrar los 500 años de resistencia de las mujeres indígenas mexicanas. El gobierno de la ciudad explicó que la remoción se produjo luego de recibir 5.000 firmas de mujeres indígenas que pedían «descolonizar Paseo de la Reforma».
Tlalli desató varias controversias, incluida la elección de Reyes, un hombre mestizo, para representar a las mujeres indígenas mexicanas, o su diseño y nombre, que fueron cuestionados por académicos como la investigadora Lucía Melgar, y la escritora mixe Yásnaya Aguilar. Melgar dijo que era un ejemplo de cómo las mujeres y las indígenas son vistas como «genéricas, mudas e inmovilizadas», mientras que Aguilar cuestionó el uso de una palabra náhuatl (que significa tierra) para nombrar un proyecto basado en la cultura olmeca de habla mixe-zoque. Sheinbaum pospuso la instalación y declaró que un comité manejaría la situación a raíz de las controversias.

## Historia
La tarde del 25 de septiembre de 2021, un grupo de feministas cruzó las vallas protectoras que rodeaban al monumento, e instalaron sobre el pedestal vacío una figura de madera de color morado denominada como antimonumenta, que representaba a una mujer con el puño izquierdo en alto. Utilizaron múltiples cuerdas y las grapas de acero ya existentes fijadas con cemento para sujetarla al pedestal. Las protestantes se refirieron a la escultura como Antimonumenta Vivas Nos Queremos, Justicia, o la Muchacha, y cambiaron simbólicamente el nombre de la rotonda al de la Glorieta de las mujeres que luchan.

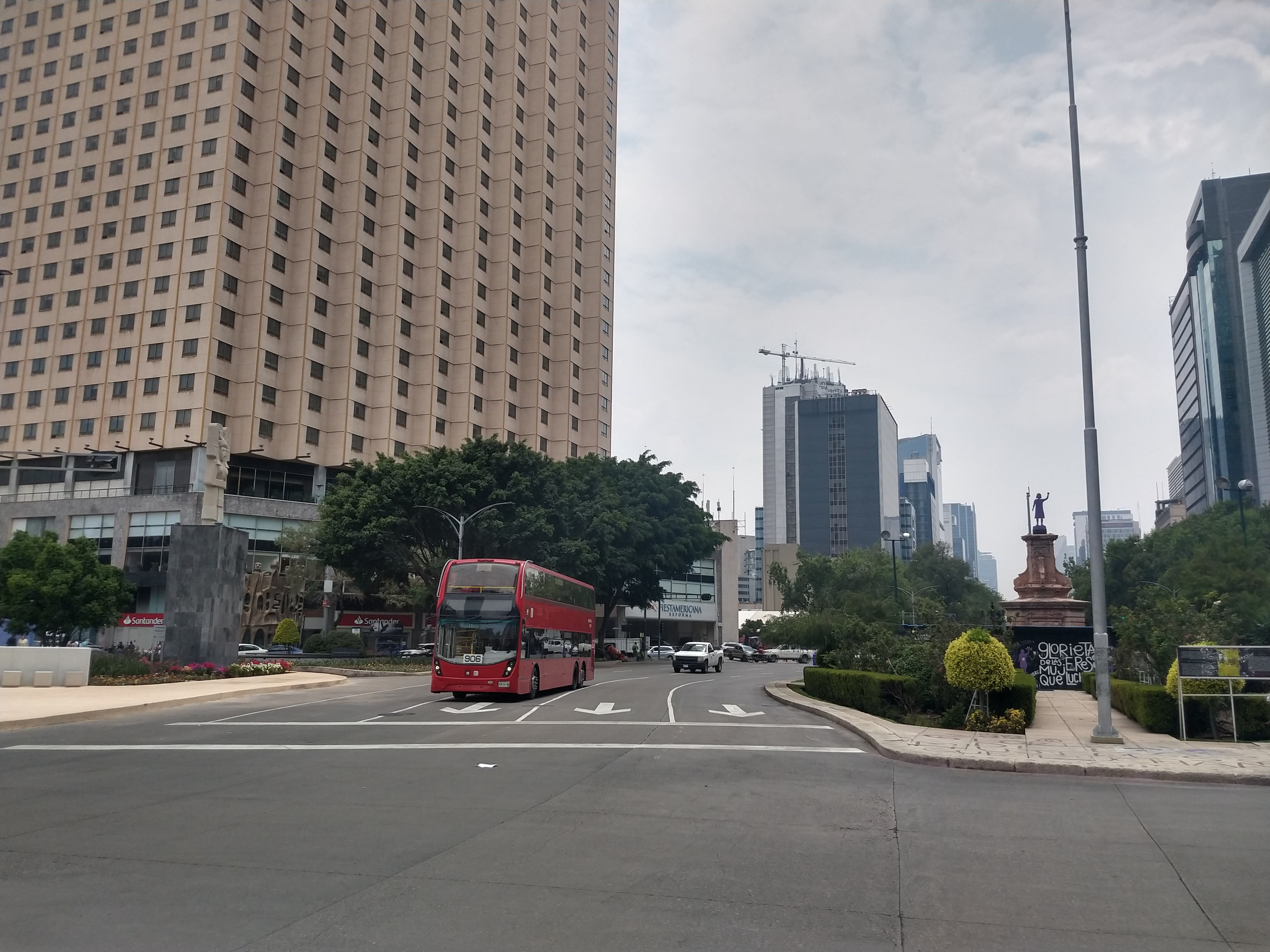
La escultura de la joven de Amajac (a la izquierda) en julio de 2023. Como se aprecia, fue instalada a un lado de la glorieta.

En febrero de 2023, Sheinbaum anunció que ambas, la glorieta de las mujeres que luchan y una nueva escultura de la joven de Amajac, coexistirían en la rotonda, mientras que la escultura de Colón sería reubicada en el Museo Nacional del Virreinato, en Tepotzotlán, Estado de México. Al respecto, Sheinbaum agregó: «Lo hacemos porque las mujeres hemos sido silenciadas durante mucho tiempo [...] Y las que más han sido silenciadas son las mujeres indígenas». Días después, durante un discurso en Morelia, Michoacán, Sheinbaum dijo que hubo mujeres «profundamente racistas y clasistas» que se opusieron a la instalación de la Joven de Amajac. Al día siguiente, confrontada por feministas y grupos de derechos humanos, Sheinbaum dijo que no se refería a estos grupos en ese contexto. El 7 de marzo, decenas de colectivos publicaron a través de Amnistía Internacional, una carta abierta dirigida a Sheinbaum. En ella, los colectivos mencionaron que «estuvieron muy preocupados porque el gobierno de la Ciudad de México no reconoce el valor de la movilización social de miles de mujeres [...] que han sido y son fundamentales para que los derechos humanos de todas las mujeres sean reconocida, garantizada, protegida, promovida y respetada». El documento concluyó con cuatro pedidos: reconocer los aportes de las mujeres en la historia reciente del país, respetar la ubicación de Justicia y la Glorieta de las mujeres que luchan, renombrar oficialmente la glorieta como Glorieta de las mujeres que luchan, y escuchar y atender las solicitudes de justicia para garantizar el derecho a vivir dignamente.
 

El 26 de junio, colectivos feministas lograron que dicho espacio se quedara permanentemente. Tras la renuncia de Sheinbaum como jefa de gobierno de la Ciudad de México, Martí Batres, su sucesor interino, aceptó trasladar el proyecto de la Joven de Amajac a una mediana adyacente. Finalmente, la escultura fue instalada y develada el 24 de julio. En el marco de este proceso de negociación, diversas organizaciones internacionales celebraron que el espacio se mantuviera como uno de justicia, memoria y luchaː
El Frente Amplio de Mujeres que Luchan, la Comisión Mexicana de Defensa y Promoción de los Derechos Humanos y Amnistía Internacional celebran que este espacio permanezca como símbolo de dignidad, reconocimiento y conmemoración de la resistencia organizada de las mujeres que han volcado su dolor en este lugar que frente a la inacción estatal, la impunidad y la indolencia gubernamental, este espacio público acoge las distintas luchas por los derechos humanos.
Desde entonces, colectivas y personas de diferentes edades, pueblos originarios, preferencias sexuales, profesiones, corporalidades, lenguajes, pertenecientes a estados de la República Mexicana, nacionalidades, entre otras, se unieron para: 
Defender el uso del espacio público por corporalidades no hegemónicas; nombrar a las mujeres que han salido a las calles en búsqueda de Verdad y Justicia, crear un espacio de memoria de mujeres y personas que han sido asesinadas y desaparecidas; exigir justicia así como abrazar y gritar colectivamente, desde la digna rabia, el dolor de la violencia y opresión sistémica que las mujeres viven. Una lucha que, además, ha estado en constante pugna con el estado que ha pretendido silenciarlas, agredirlas y expulsarlas de dicho espacio y que, sin embargo, continúan apropiándose día a día desde sus cuerpas, colectividades, afectos y desobediencias creativas. 
Cabe destacar que en el espacio de la Glorieta de las mujeres que luchan se han desarrollado acciones artísticas como performances, teatro, cine, pintas, bailes, acciones, bordados, esculturas, poesías, cantos así como acciones colectivas, esos que enfrentan las personas que exigen justicia en el país. Asimismo, múltiples artistas y colectivas se han presentado, entre ellas, el colectivo HILOS y el grupo de hip hop como Batallones Femeninos. Uno de los poemas colocados en el 2023 en la Glorieta esː
Mujer dulce duela de sus palabras, de su cuerpo. 
Mujer que denuncia y la revictimizar, volvió a denunciar. 
Mujer que no denuncia porque está en el camino de apropiarse de su voz, de su historia. 
Mujer que es voz de 300 voces. 
Que sobrevivió a un dolor en su pecho, a una invasión de su cuerpo-territorio. 
Que muestra sus cicatrices, las abraza, producto de un feminicidio de estado por omisión de atención a su salud. 
Mujer cuerpo-palabra. 
Mujer ensamblada. 
De madera, de humo, de luciérnagas porque busca y las lleva dentro. 
Mujer andamio y fortaleza de otras, que las sostiene, se deja sostener. 
Que a pesar del mensaje doloroso inscrito en su cuerpo, se levanta y lucha. 
No te vayas mujer, ya lo logramos, estamos aquí, de aquí no nos vamos. 

La Justicia se queda.